# No! Mamma, no!
No! Mamma, no! è il primo album in studio di Renato Zero, pubblicato nel 1973.

## Descrizione

Renato Zero nel 1973

Il primo LP di Renato Zero arriva nel 1973, a sei anni dalla sua prima incisione, un 45 giri con i brani Non basta, sai/In mezzo ai guai entrambi scritti da Gianni Boncompagni.
Come ha dimostrato Musica Leggera si tratta di un finto live, registrato in realtà nello studio A di via Tiburtina e nello studio Sonic di Franco Patrignani; alle registrazioni furono poi aggiunti dei finti applausi, simulando quindi l'effetto di un live.
Ecco alcune testimonianze raccolte: "No! Mamma, no! lo facemmo allo studio A di via Tiburtina e alla Sonic del povero Patrignani. Mi occupai personalmente dei missaggi: feci un loop di applausi e lo montai per simulare l'effetto live" (Foffo Bianchi, tecnico del suono del disco); "Registrammo in studio, in parte alla RCA ed in parte alla Sonic. C'era l'arrangiatore Albert Verrecchia, Massimo Buzzi alla batteria, Piero Montanari e Mario Scotti al basso" (Luciano Ciccaglioni, chitarrista nel disco).
Inoltre alcune registrazioni senza gli applausi sono state pubblicate dall'RCA Italiana nella raccolta pubblicata nella serie Lineatre Incontro con Renato Zero: si tratta di Paleobarattolo, Non sense pigro, Sergente no!, Nell'archivio della mia coscienza, Ti bevo liscia e Make-up, make-up, make-up. Il brano Paleobarattolo verrà incluso anche nella raccolta Zero 70 e No Mamma, no! verrà incluso, senza i finti applausi nel terzo album in studio Trapezio pubblicato nel 1976. 
Impariamo ancora, se tu lo vuoi, a ridere.
Sai cos'è che non va? Chiudere in scatola la libertà! 
Non ci sto, vado via, cerchiamo scampo nella fantasia!»
(dal brano Paleobarattolo)
In Paleobarattolo, Renato dichiara la sua ostilità contro il conformismo. In Nonsense pigro, l'artista esalta la fantasia, in contrasto con la grigia quotidianità. Sergente, no!, marcetta senza troppe pretese, è un inno alla vita contro la logica della guerra. Il tema dell'identità è affrontato in TK6 chiama torre di controllo e in 0/1023. Nell'archivio della mia coscienza risulta uno dei momenti dove la lirica dell'autore tocca i livelli più alti, in contrasto con il rock di Dana e con la frivola Ti bevo liscia, dedicata a una donna ritratta su un poster. Segue Make-up, make-up, make-up, esaltazione dell'ambiguità. Sogni nel buio è una canzone anti-abortista, incentrata sui pensieri di un feto che non sa che non verrà mai alla luce. Chiude la dissacrante title track, No! Mamma, no!, in cui l'autore contesta alla propria madre gli insegnamenti a cui è stato sottoposto. La voce nell'intervento parlato che introduce Renato prima del brano Paleobarattolo è quella del giornalista - entertainer Eddie Ponti.
La copertina dell'album (una delle prime foto del cantante quando allora era poco conosciuto)  mostra Renato pieno di lustrini con la mano destra rivolta verso l'alto.
Tutte le canzoni sono edite dalle edizioni musicali Mimo, di proprietà di Franco Migliacci e Gianni Morandi.
Il 5 luglio 2019, l'album è stato inserito nella collana Mille e uno Zero, edita con TV Sorrisi e Canzoni, in versione rimasterizzata. Insieme all'album, venne inserito anche un CD contenente i primissimi due brani di Zero del 1967 Non basta, sai e In mezzo ai guai, sempre in versione rimasterizzata.

## Tracce
Testi e musiche di Renato Zero, eccetto dove indicato.
Lato A
1. Paleobarattolo – 3:56 (testo: Angelo Filistrucchi)
2. Nonsense pigro – 3:13 (testo: Renato Zero, Angelo Filistrucchi)
3. Sergente, no! – 3:43 (musica: Roberto Conrado, Renato Zero)
4. TK6 chiama torre controllo – 2:49 (musica: Roberto Conrado, Renato Zero)
5. 0/1023 – 4:00 (testo: Renato Zero, Angelo Filistrucchi – musica: Roberto Conrado, Renato Zero)

Lato B
1. Nell'archivio della mia coscienza – 3:45
2. Dana – 3:24 (testo: Renato Zero – musica: Roberto Conrado, Renato Zero)
3. Ti bevo liscia – 2:35 (testo: Angelo Filistrucchi – musica: Roberto Conrado, Renato Zero)
4. Make-up, Make-up, Make-up – 2:50 (testo: Renato Zero, Angelo Filistrucchi – musica: Roberto Conrado, Renato Zero)
5. Sogni nel buio – 2:01
6. No! Mamma, no! – 4:03 (testo: Renato Zero, Angelo Filistrucchi)

## Formazione
Nell'intero album, suona l'Orchestra della RCA Italiana, diretta dal maestro Nicola Samale, arrangiata da Albert Verrecchia e Renato Zero.
- Anthony Hollard, Luciano Ciccaglioni - chitarra
- Per " Nell'Archivio della Mia Coscienza " - Chitarra, Olimpio Petrossi.
- Piero Montanari, Mario Scotti - basso
- Derek Wilson, Massimo Buzzi - batteria
- Sandro Podrani - batteria, percussioni
- Keith Burberry - organo Hammond
- Alberto Barisano, Albert Verrecchia - pianoforte